# Flowering Stone
Flowering Stone – tomik amerykańskiego poety George’a H. Dillona, wyróżniony w 1932 Nagrodą Pulitzera w dziedzinie poezji.